# Berggierslanden
De Berggierslanden is een Vinex-locatie gelegen in de stad Meppel.  Het telt 4.015 inwoners in het jaar 2023.

## Geografie
De Berggierslanden is de zuidelijkste wijk van Meppel en ligt tussen het industrieterrein Oevers en de Koedijkslanden. Ook ligt het tegen de Hoogeveense Vaart aan. Een groot deel van de wijk lag vroeger in de provincie Overijssel in de gemeente Staphorst.

## Geschiedenis
De bouw van de Berggierslanden begon in 2005 bij de valeriaan en andere omliggende straten. De bouw was afgerond in het jaar 2022.

## Verkeer
Tijdens de bouw van de Berggierslanden werd de Europalaan geopend. Een ontsluitingsweg om het vrachtwagenverkeer over de randweg te beperken en om de wijk beter bereikbaar te maken.